# Carol Tristano

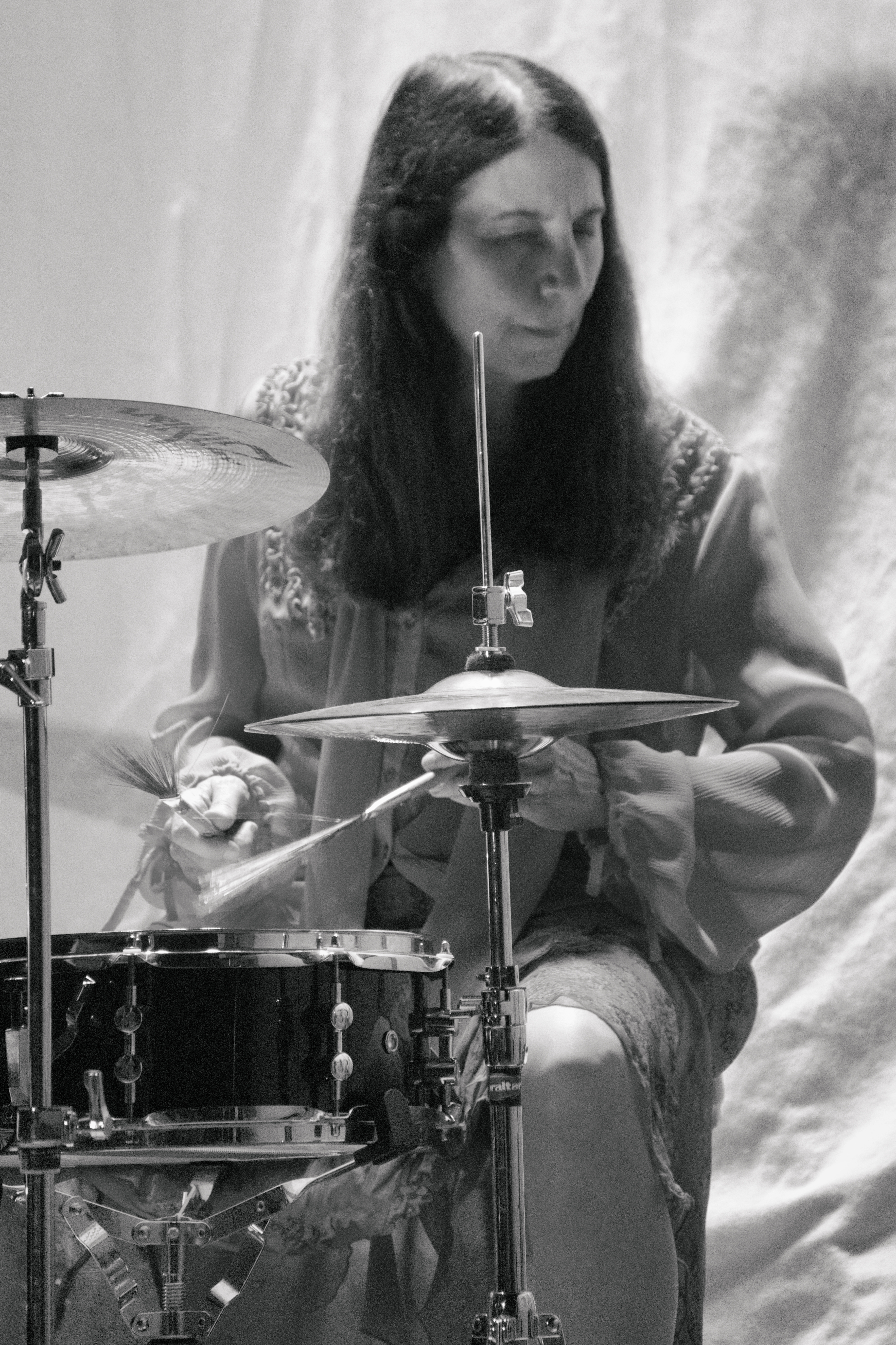
Carol Tristano auf dem INNtöne Jazzfestival 2024

Carol Tristano (* um 1963) ist eine amerikanische Jazz- und Improvisationsmusikerin (Schlagzeug).

## Leben und Wirken
Tristano ist die jüngere Tochter aus Lennie Tristanos zweiter Ehe mit Carol Miller. Auch wenn die Eltern sich 1964 trennten, wuchs sie mit der Musik ihres Vaters auf, den sie allerdings zwischen 1971 und 1976 nicht traf. Nach dem Tod ihres Vaters 1979 wurde sie eines der Gründungsmitglieder der Lenny Tristano Jazz Foundation. Durch deren Präsidentin Connie Crothers, die ihr die Komposition Carol’s Dream widmete, wurde sie musikalisch weiter geprägt; sie spielte mit ihr und Saxophonist Lenny Popkin seit 1988 im Quartett, mit dem mehrere Alben wie zuletzt 1997 Session für New Artist entstanden.  Sie nahm 1992 auch mit dem Richard Tabnik Trio auf (In the Moment).
1993 veröffentlichte Tristano unter dem Titel Note to Note Duo-Aufnahmen ihres Vaters mit einem von ihr posthum eingespielten Schlagzeugpart. 1999 erschien bei Lifeline Records ihr Soloalbum Drum Story. 2004 legte sie im Trio mit Lenny Popkin und Eddie Gomez das Album New York Moment vor. Sie ist mit Popkin verheiratet, mit dem sie seit 2005 in Paris lebt und im Trio spielt, das auch in Deutschland auftrat.